# Esbo stadsvapen

Esbo stadsvapen

Esbo stadsvapen är det heraldiska vapnet för Esbo i det finländska landskapet Nyland. Vapnet har ritats av konstnären Kaj Kajander och fastställdes av Inrikesministeriet 10 november 1955. Motivet är en krona på en hästsko. Kronan symboliserar kungsgården Esbo gård. Hästskon symboliserar skjutsbönderna på kronohemman och skattehemman som arbetade under gästgiveriskyldigheten. Vapnets färger är blått och guld.
Blasoneringen är: "I blått fält en hästsko, över denna en krona; allt av guld." 
Staden använder vapnet som symbol för dess officiella verksamhet och förtroendeorgan samt i högtidliga sammanhang.